# Danske fængsler og arresthuse
Denne liste omfatter danske fængsler og arresthuse.
Fængsel er én af de to almindelige strafformer i dansk ret. Fængsel kan idømmes i op til 16 år eller på livstid, men for langt de flestes vedkommende er straffene betydeligt kortere. I Danmark findes der både betinget fængselsstraf, hvor man ikke skal opholde sig i et fængsel – på betingelse af at der i strafperioden ikke begås nye lovovertrædelser og ubetinget fængselsstraf, der skal afsones ved ophold i et fængsel.
Kriminalforsorgen står udover fængslerne for arresthusene, der først og fremmest anvendes til personer, der er varetægtsfængslede og endnu ikke har fået dom. Personer, der har modtaget deres dom kan godt være indsat i et arresthus. Derimod kan man ikke være indsat på en almindelig fængselsafdeling, hvis man er varetægtsfængslet – da skal man være på en arrestafdeling. 
I gennemsnit sidder der over 4.000 indsatte dagligt i landets fængsler og arresthuse. I 2017 var tallet 3.400.

## Statsfængsler og arresthuse i Danmark
Alle danske fængsler hører under staten og kaldes derfor statsfængsler. Graden af frihedsberøvelse varierer mellem forskellige typer af afdelinger; den væsentligste forskel er mellem åbne og lukkede afdelinger. Traditionelt er de danske fængsler blevet opdelt i åbne og lukkede fængsler, men det er blevet mere og mere almindeligt at have flere forskellige typer afdelinger på samme fængsel. Et åbent fængsel kan derfor godt have lukkede afdelinger og omvendt.
I 2023 er der følgende fængsler i Danmark:
- Enner Mark Fængsel
- Herstedvester Fængsel
- Horserød Fængsel
- Jyderup Fængsel
- Kragskovhede Fængsel
- Møgelkær Fængsel
- Nørre Snede Fængsel
- Nyborg Fængsel
- Nykøbing Fængsel
- Renbæk Fængsel
- Ringe Fængsel
- Sdr. Omme Fængsel
- Søbysøgård Fængsel
- Storstrøm Fængsel

Der er i 2023 desuden arresthuse i 40 byer.
- Københavns Fængsler, der udelukkende består af arrestpladser fordelt på flere lokaliteter:

- Vestre Fængsel
- Blegdamsvejens Fængsel
- Polititorvets Arrest
- Nytorvs Fængsel